# Акрида звичайна
Акрида звичайна (Acrida bicolor) — вид прямокрилих комах родини саранових (Acrididae).

## Поширення
Вид поширений в Африці, на Близькому Сході та Південній Європі. В Україні трапляється в південних регіонах.

## Опис
Довжина тіла самця 3,1-5,3 см, самиця більша - 5-8 см. Комаха має витягнуте тіло, скошену голову, широкі плоскі вусики. 

## Спосіб життя
Личинки з'являються з відкладених минулого літа в землю яєць. Вони харчуються соковитою весняною травою. До середини літа вони перетворюються на дорослих комах.